# Jason Behr
Jason Nathaniel Behr (Minneapolis, Minnesota, 30 de Dezembro de 1973) é um ator norte-americano, mais conhecido pelo seu trabalho como protagonista na série Roswell, como Maxwell Evans.

## Biografia
Jason é o segundo de quatro irmãos. Começou a interessar-se pela carreira de ator quando ainda era novo, usando a sua criatividade para atuar no palco desde os seus cinco anos.
Após se graduar da escola Richfield High School, Jason mudou-se para Los Angeles para prosseguir a sua carreira mais a sério. Em Los Angeles, fez audições e teve sucesso imediato, arranjando pequenos papéis regulares para as estações CBS, NBC e ABC. Jason Behr tem vindo a ganhar a atenção dos críticos devido às suas performances no cinema e na televisão. Atualmente vive em Los Angeles e é um ávido atleta, gosta de todos os esportes, especialmente basquetebol e o seu mais recente desafio, golfe. Ele também tem um considerável talento artístico e fez um celebre cartão de Natal para ajudar o centro Elizabeth Glaser Pediatric AIDS Foundation.

## Filmografia
- 2008 - Senseless
- 2008 - The Last International Playboy
- 2007 - Dragon Wars
- 2007 - The Tattooist
- 2006 - Skinwalkers
- 2005 - Shooting Livien
- 2005 - Man of God
- 2004 - The Grudge
- 2004 - Happily Even After
- 2001 - The Shipping News
- 1999 - Roswell (Foi um dos protagonistas da série, viveu Maxwell Evans)
- 1999 - Rites of Passage
- 1998 - Pleasantville